# 聖アンジェロ砦 (カンヌール)
座標: 北緯11度51分15秒 東経75度22分19秒 / 北緯11.854200度 東経75.371811度
聖アンジェロ砦 （別名カンヌール砦またはカンヌール・コッタ ）は、 アラビア海に面した砦で、南インドのケララ州、カンヌール市から3kmの位置にある。

## 歴史

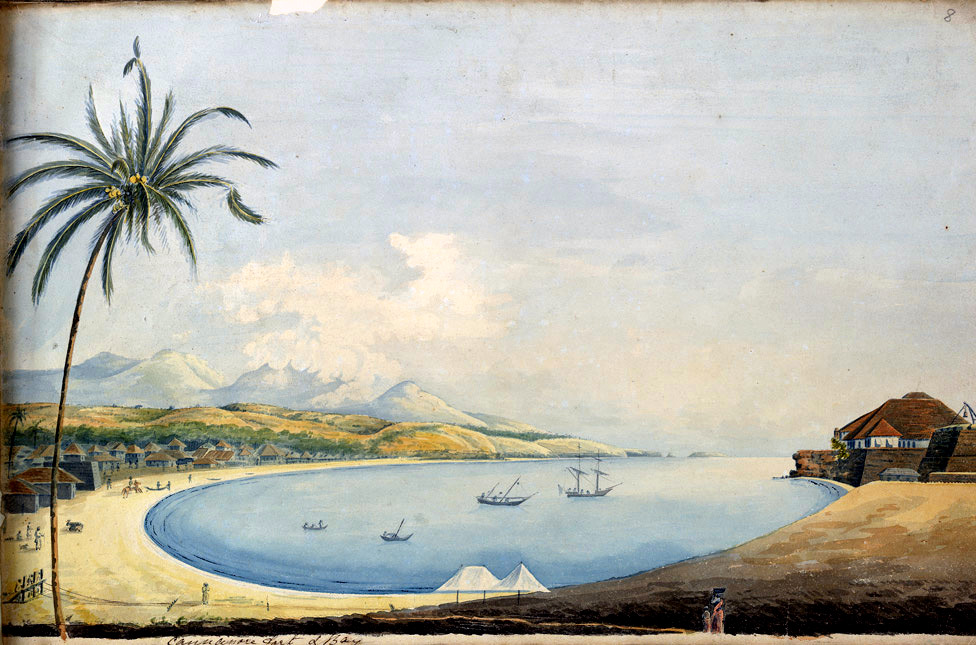
カンナノール砦と湾 ';ジョン・ジョンストンの水彩画、1795-1801年頃

1498年、 ヴァスコ・ダ・ガマのインド訪問中に、地元の王であるコラティリがポルトガルに土地を与え、この地に拠点が築かれた。1505年10月23日、ポルトガルのインド副王（総督）フランシスコ・デ・アルメイダは王からその土地に砦を作る許可を得た。建設は、翌日の1505年10月24日に始まった。当時のカンヌールに駐在していたポルトガルの役人のゴンサロ・ジル・バルボサが礎石を置いた。木製の砦は1505年10月30日に完成した。初代隊長は150人のポルトガル駐屯軍と2隻の船を率いたロウレンソ・ブリット(Lourenco Britto)だった。砦が完成した後、アルメイダはさらに1507年には同地に石造りの砦の建設を始めた。
砦は後にカンヌール攻囲戦 (1507年)で現地支配者のカリカット王とコラティリ(ポルトガル人に土地を与えた王からは代替わりしていた)によって攻撃されたが陥落しなかった。

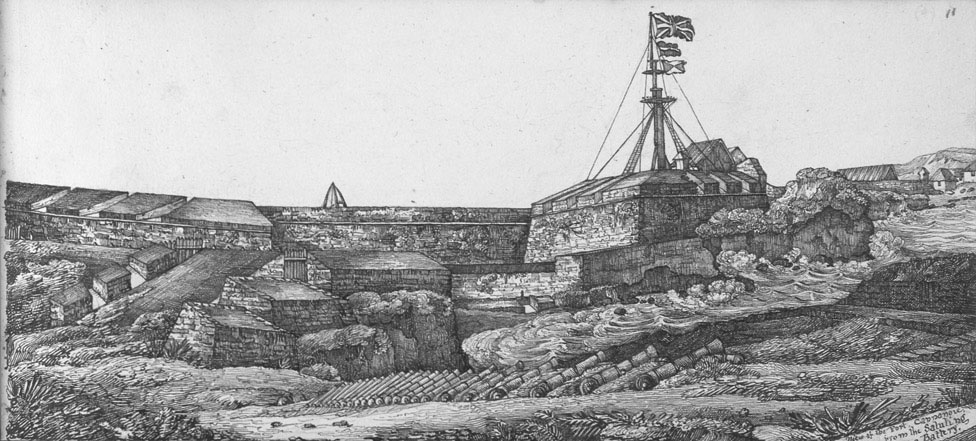
カンヌールの砦

アルメイダの任期は1508年で終わるはずだったが、彼は後任の総督としてインドに来たアフォンソ・デ・アルブケルケとの交代を拒否すると、そのまま艦隊を率いてディーウ沖の海戦を戦った。アフォンソ・デ・アルブケルケは1509年8月から約3か月、この砦で拘束されていたが、1509年10月、ポルトガル第11次インド派遣艦隊とともにポルトガル王国元帥のフェルナンド・コーチニョが到着したことで解放されて総督になった。
砦は1510年のゴア征服など、ポルトガル艦隊の作戦を支える重要な拠点となった。カンヌールにおかれたポルトガル居留地には収入源がなかったため、砦に必要な費用はポルトガル領インドの本拠地であるゴアからの資金で賄われた。
1663年2月15日、 オランダはポルトガルから砦を奪取した。彼らは砦を近代化し、現存する主要な建築物である堡塁（それぞれホランディア、ゼーランディア、フリースランディアと名付けられた)を建設した。のちにもともとのポルトガルの砦は破却された。この砦とその背後に釣り船の描かれた絵は、 アムステルダム国立美術館で見ることができる。1772年、オランダは地元のアラッカル王国の王アリ・ラジャに砦を売却した。1790年にイギリス軍はそれを占領し、1947年までマラバール海岸の主要軍事基地として使用した。

## 現状
砦はインド軍のカンヌール駐屯地の中にある。インド考古調査局の下で保護された文化財としてかなりよく保存されている。聖アンジェロ砦は重要な歴史的記念碑であり、人気のある観光名所でもある。6人の観光警官がここを守るために配置されている。
2015年、砦の敷地から古い数千発の砲弾が発見された。発掘を主導したインド考古調査局は、これらが有事に備えた軍備の一環として地下に埋設されていたと考えている。
モッピラベイ港とアラッカル王国時代のモスクが砦の近くにある。砦は現在インド考古調査局監督下で状態良く維持されている。観光客は、毎日午前8時から午後6時の間、砦に立ち入ることができる。

## ギャラリー

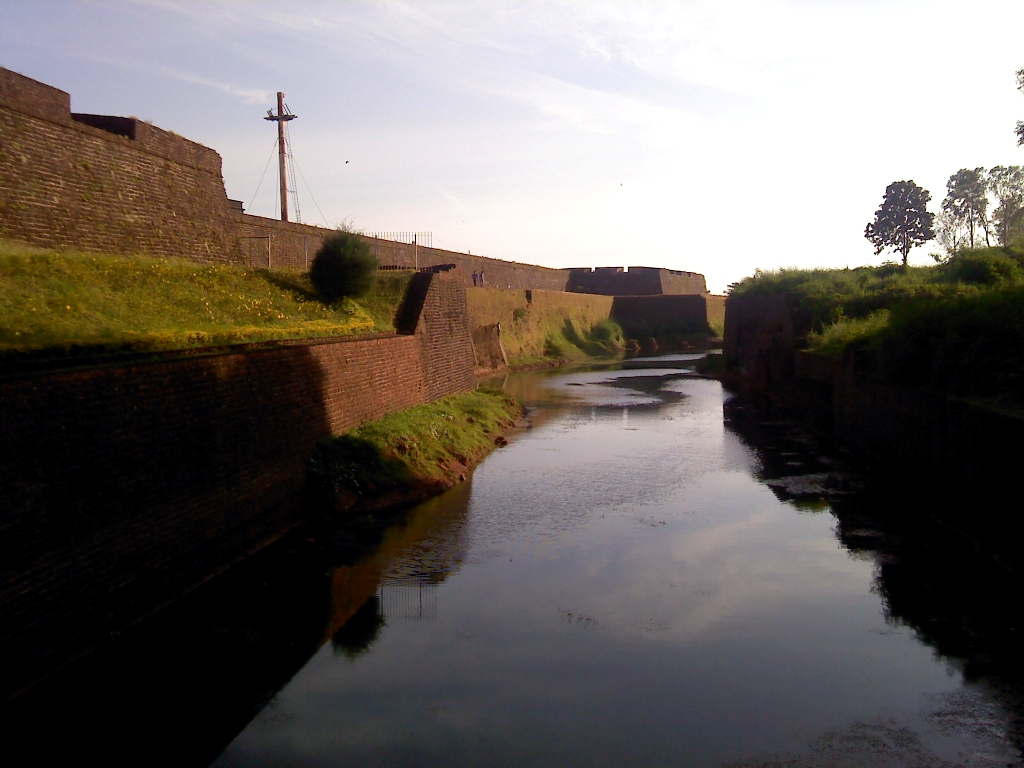
聖アンジェロ砦
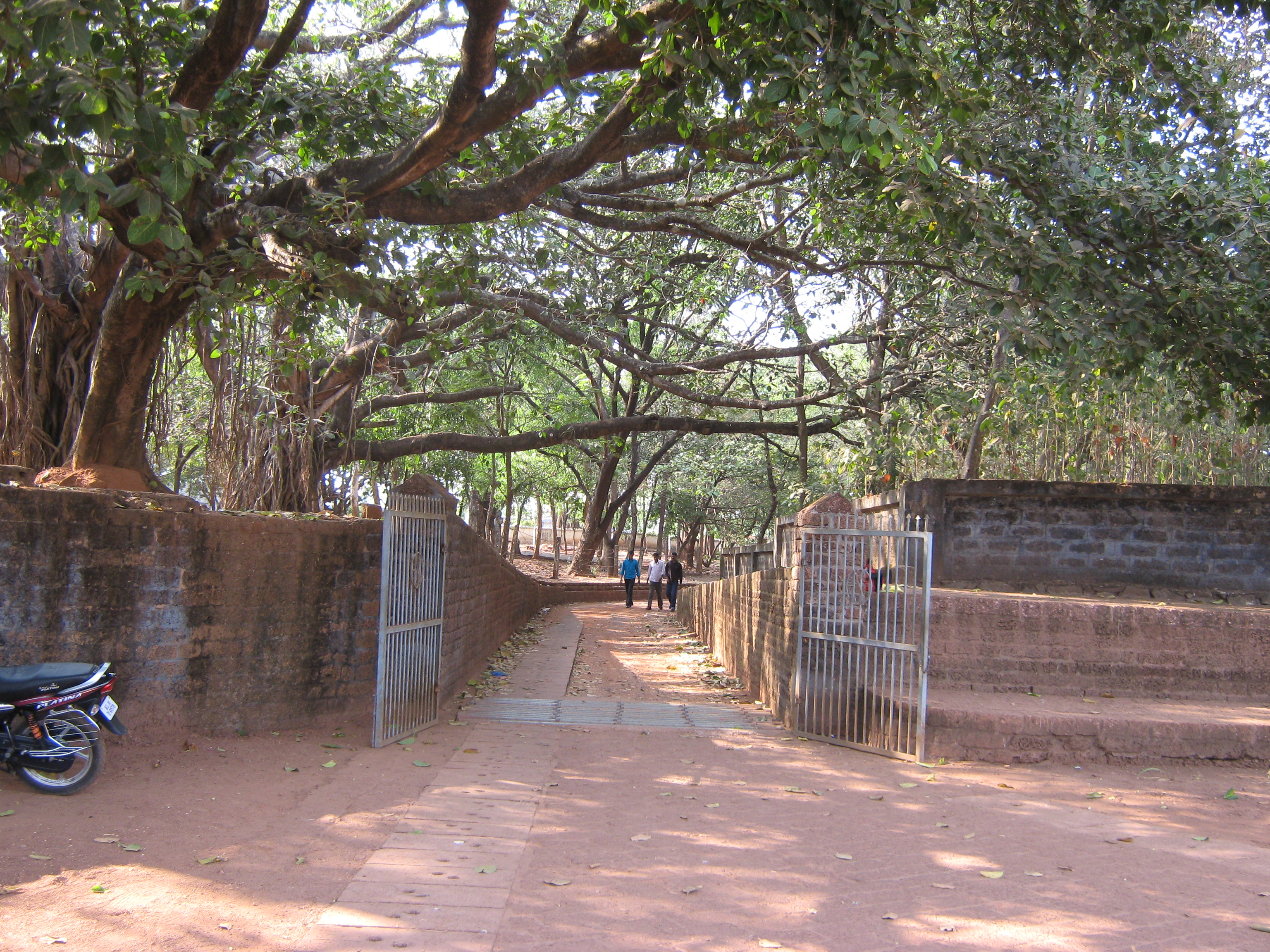
砦の門
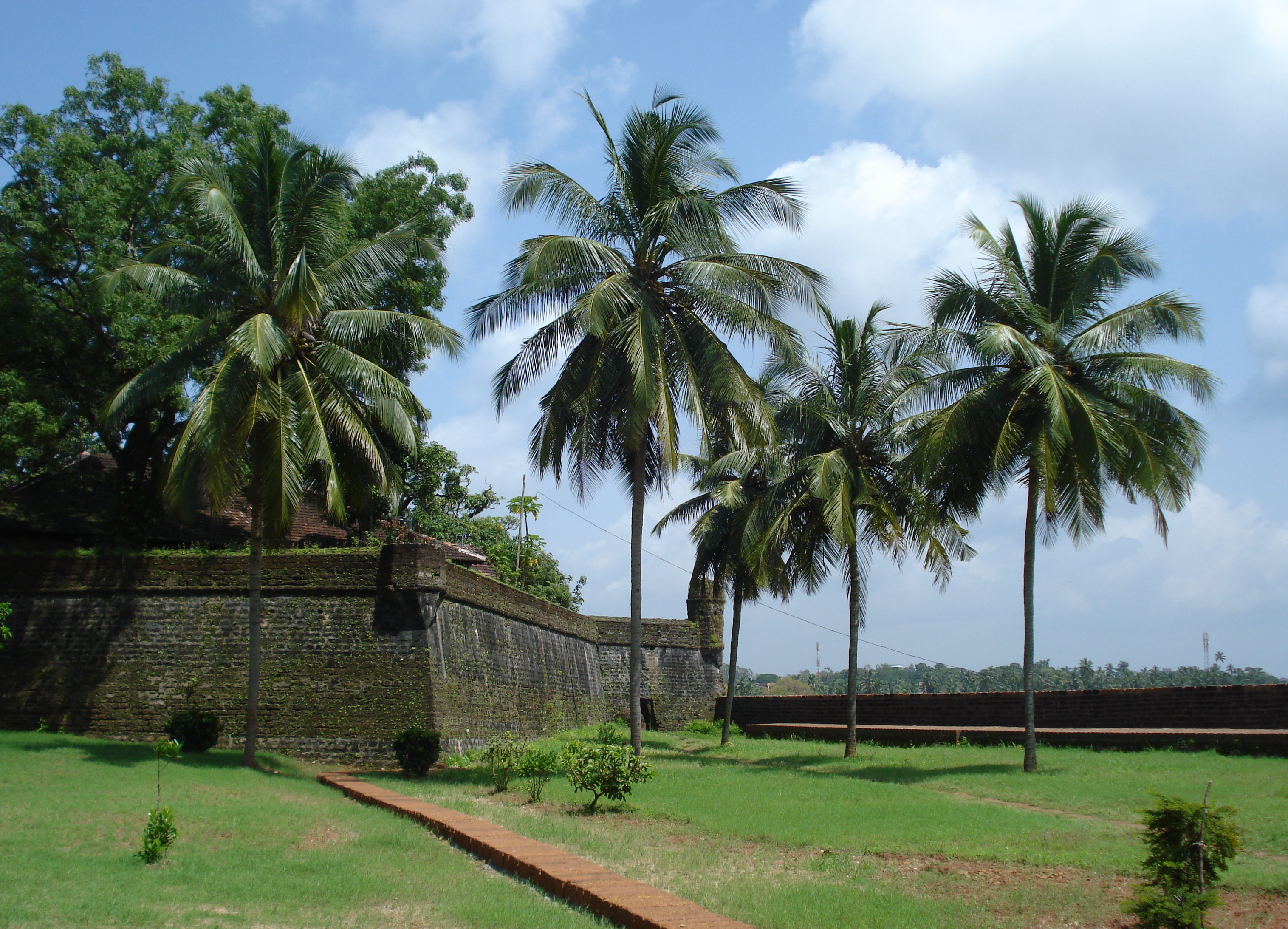
カンヌール砦の内景
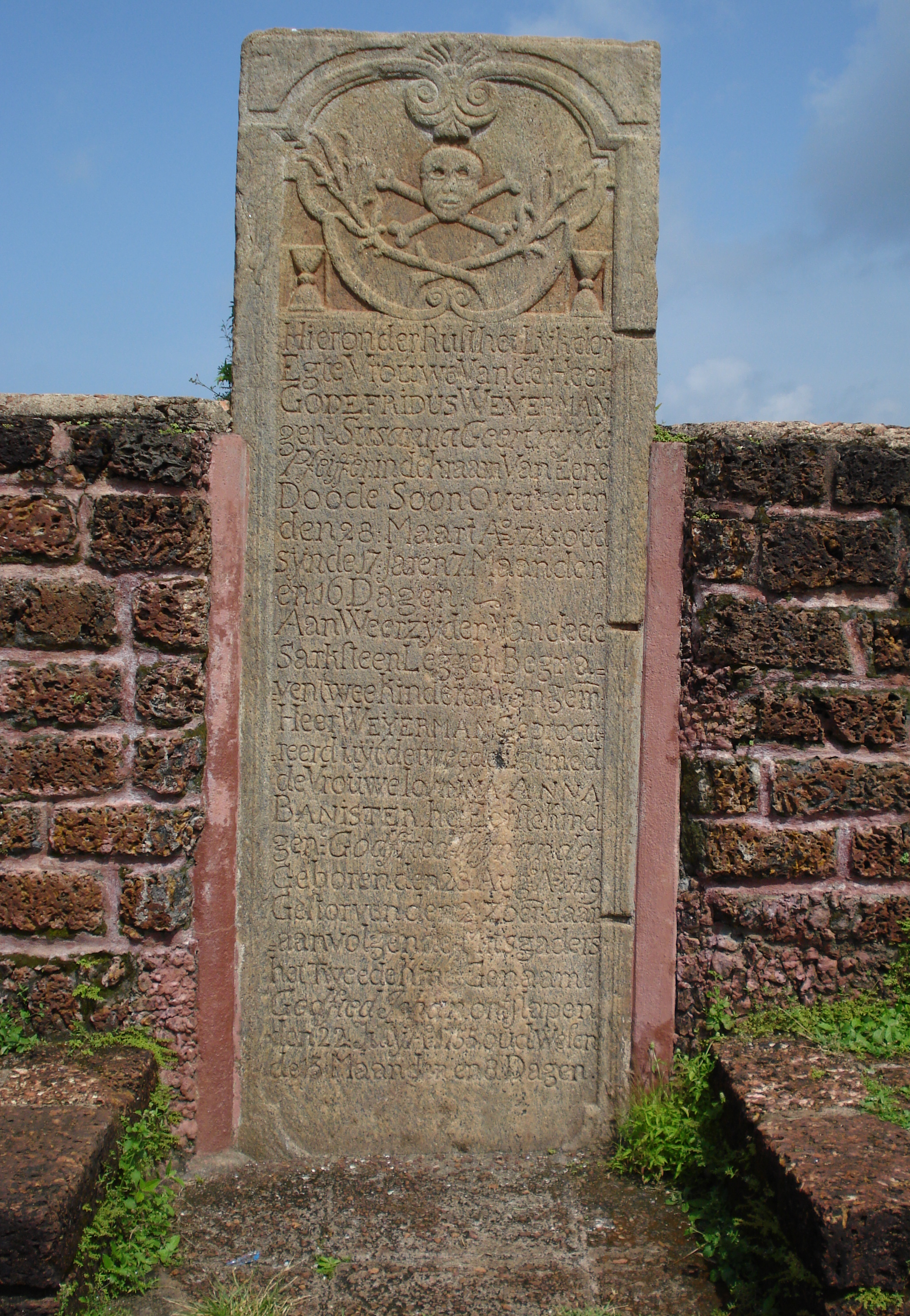
オランダ人指揮官の妻とオランダ人の私生児2人の墓石。
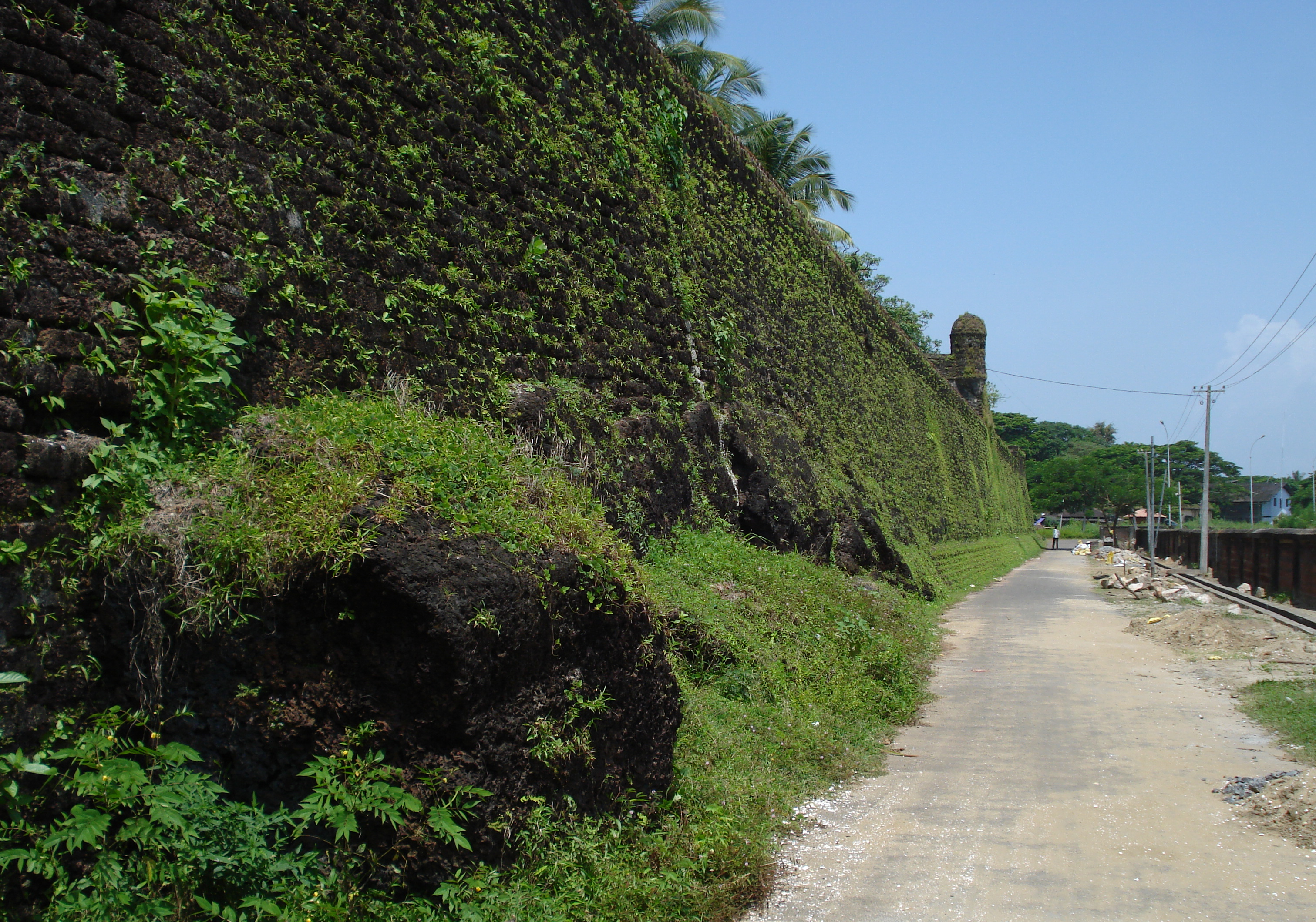
見張り塔
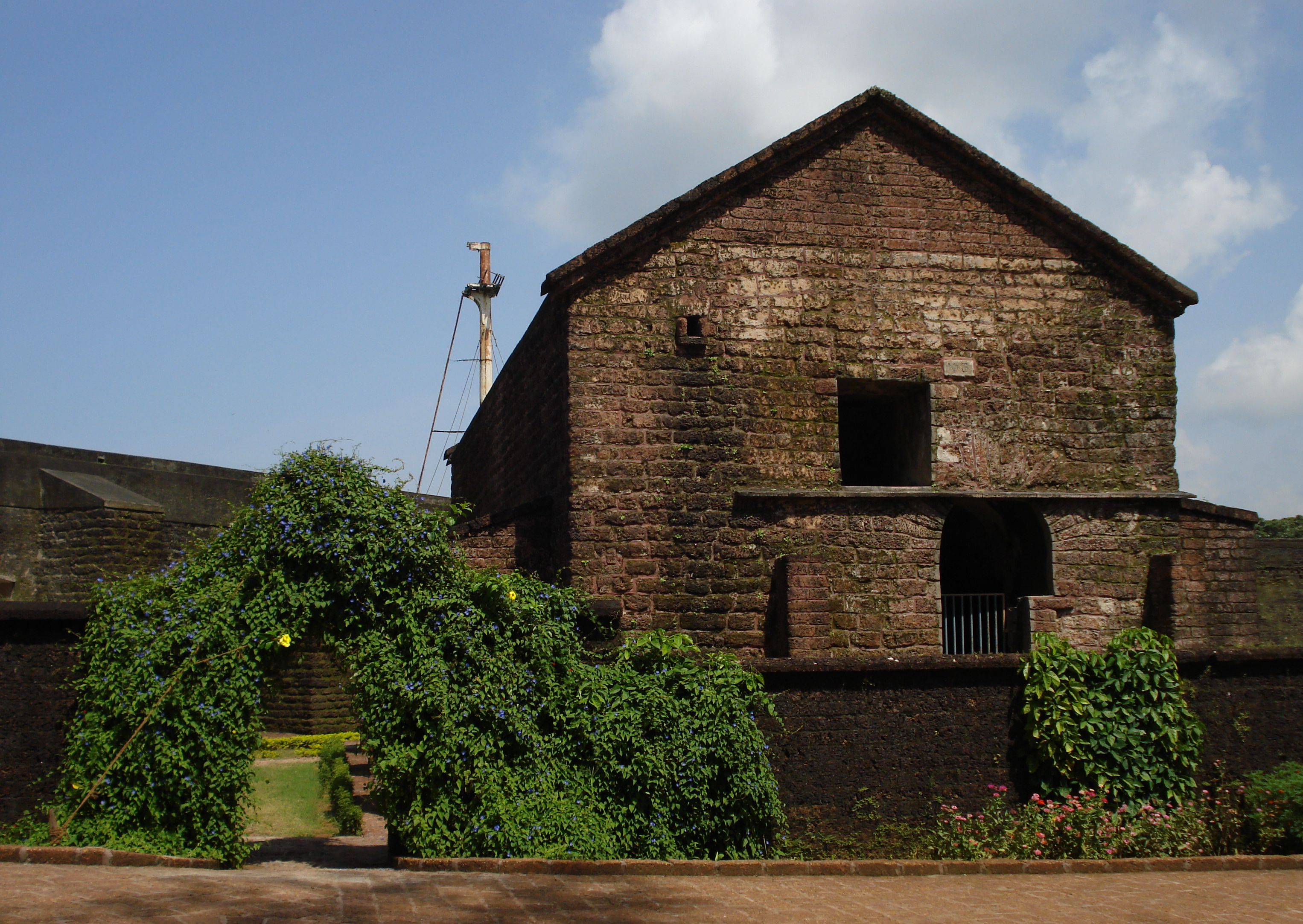
復元後の砦の中の礼拝堂。
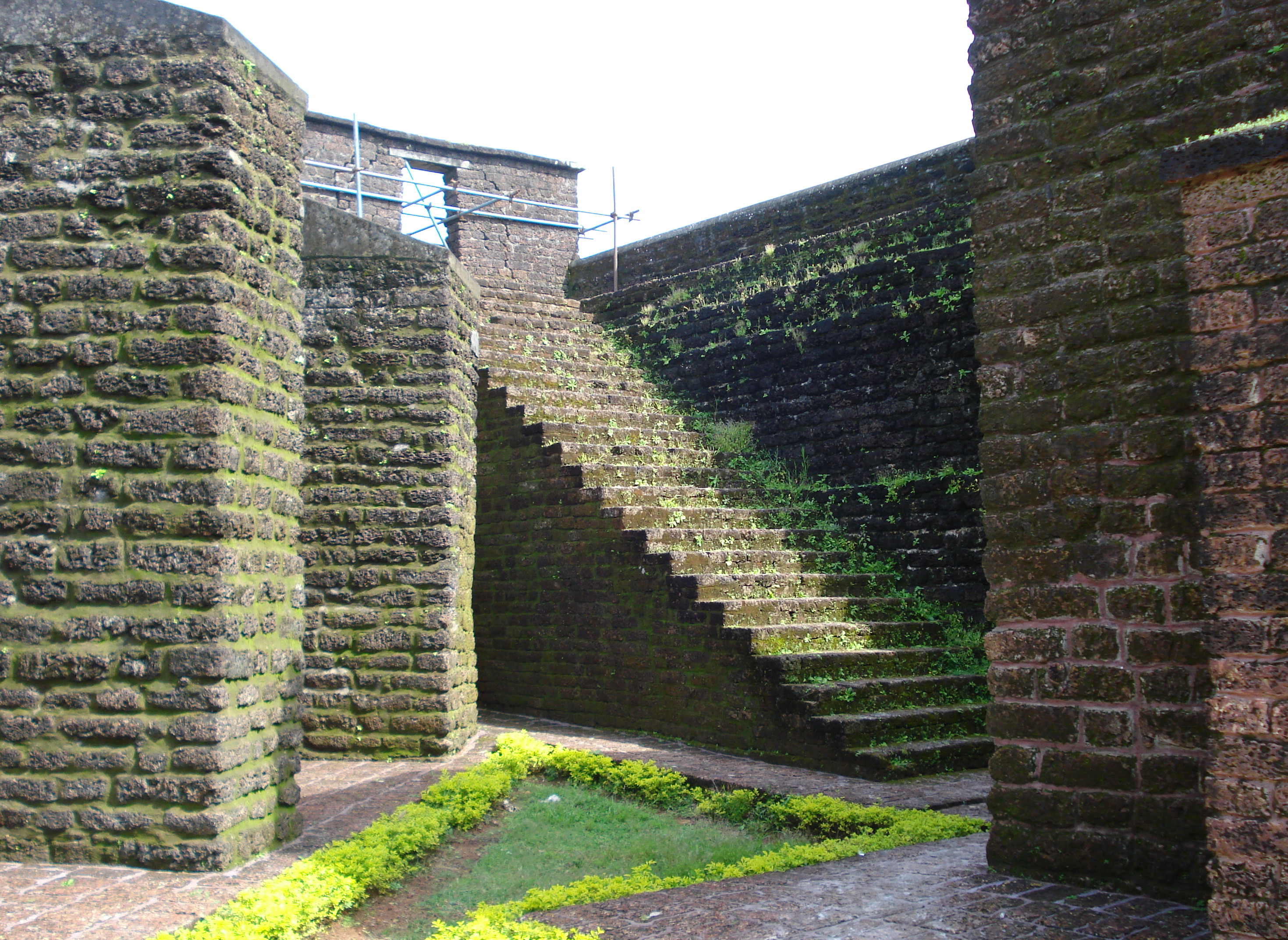
階段は砦の壁の上部に通じている。砦全体がラテライトで作られていることが分かる
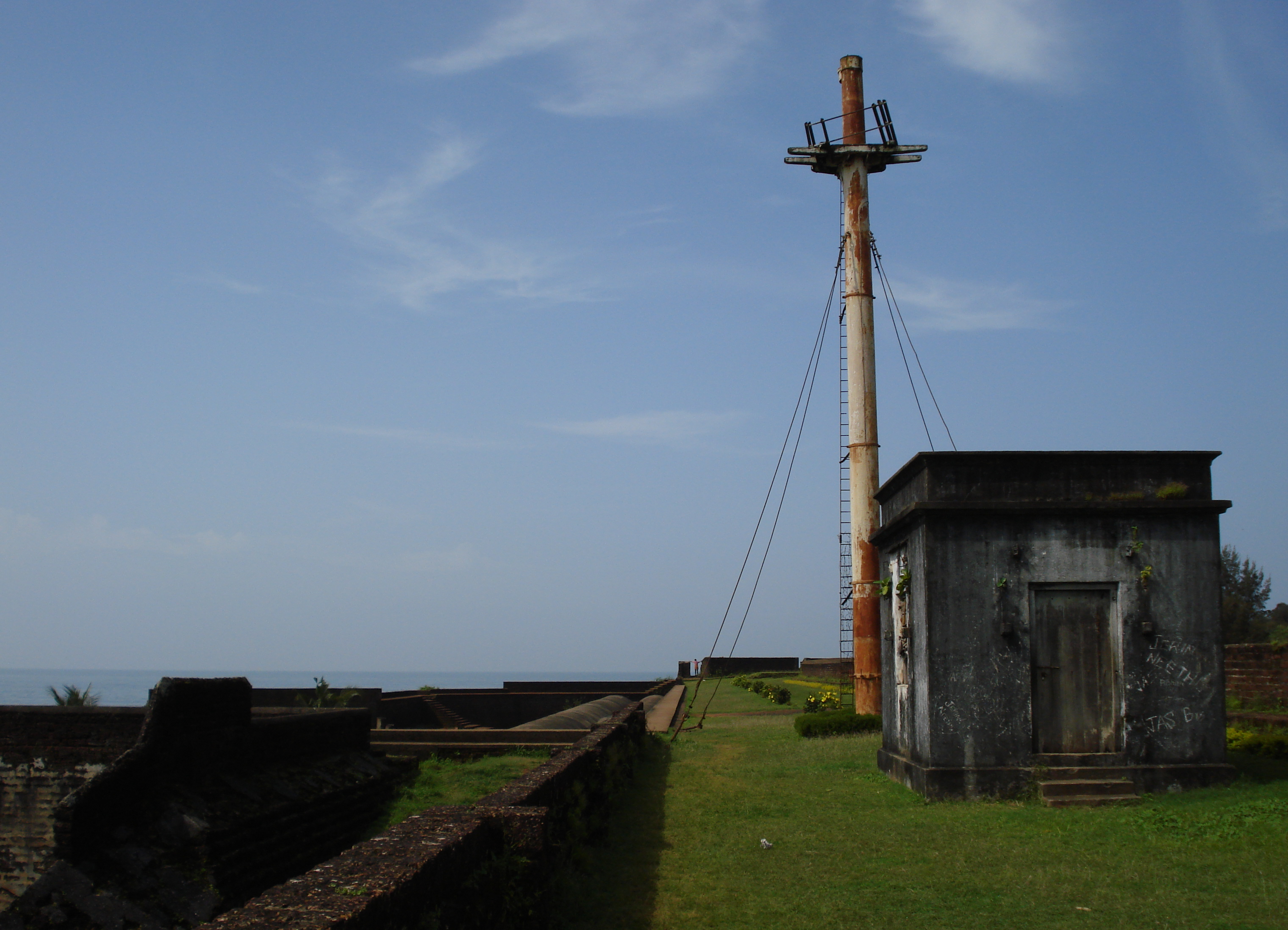
砦内の初期のオイルランプ式灯台の遺跡。
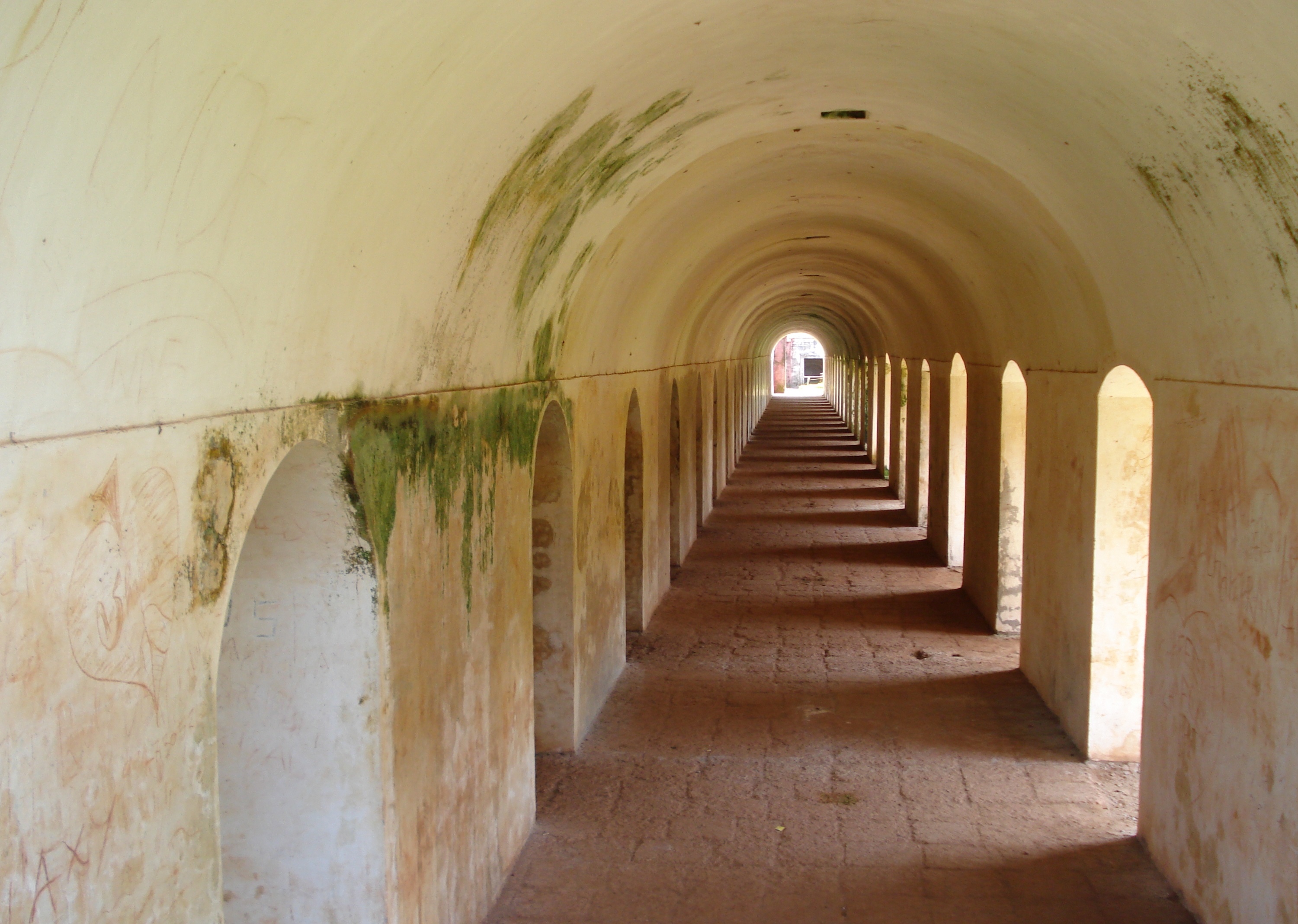
兵舎の内景
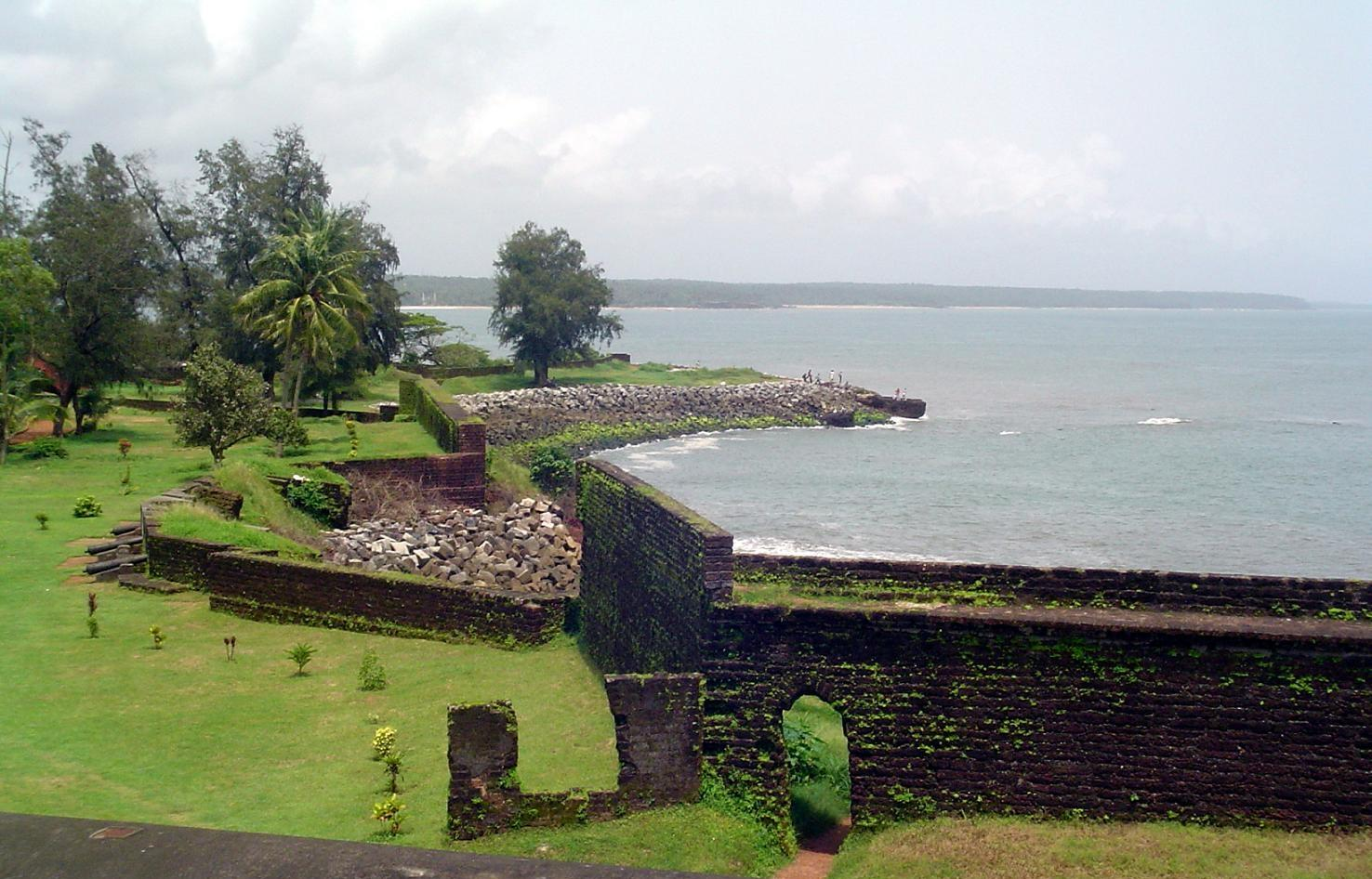
厩舎の上からの眺望
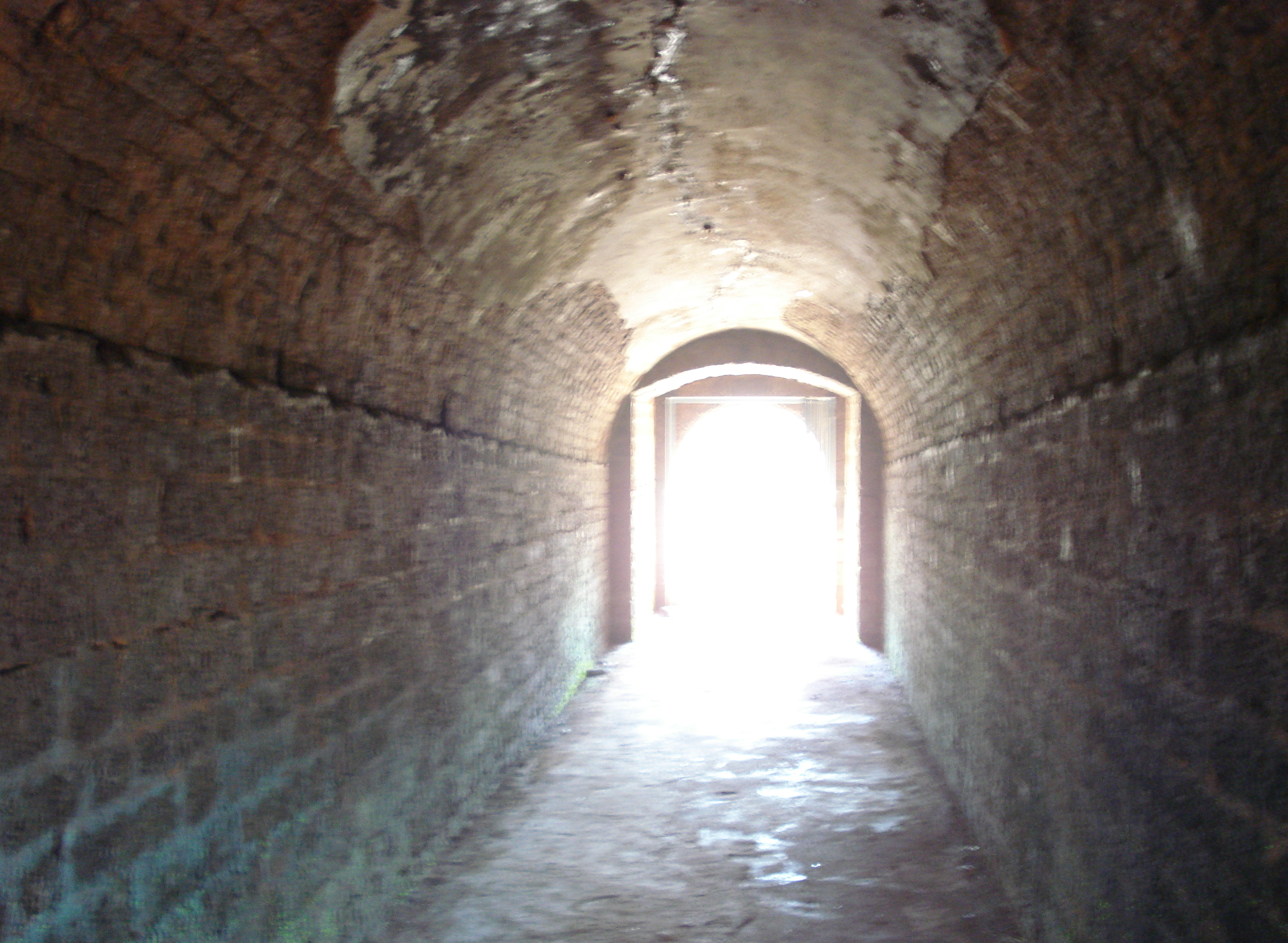
砦への古い入り口
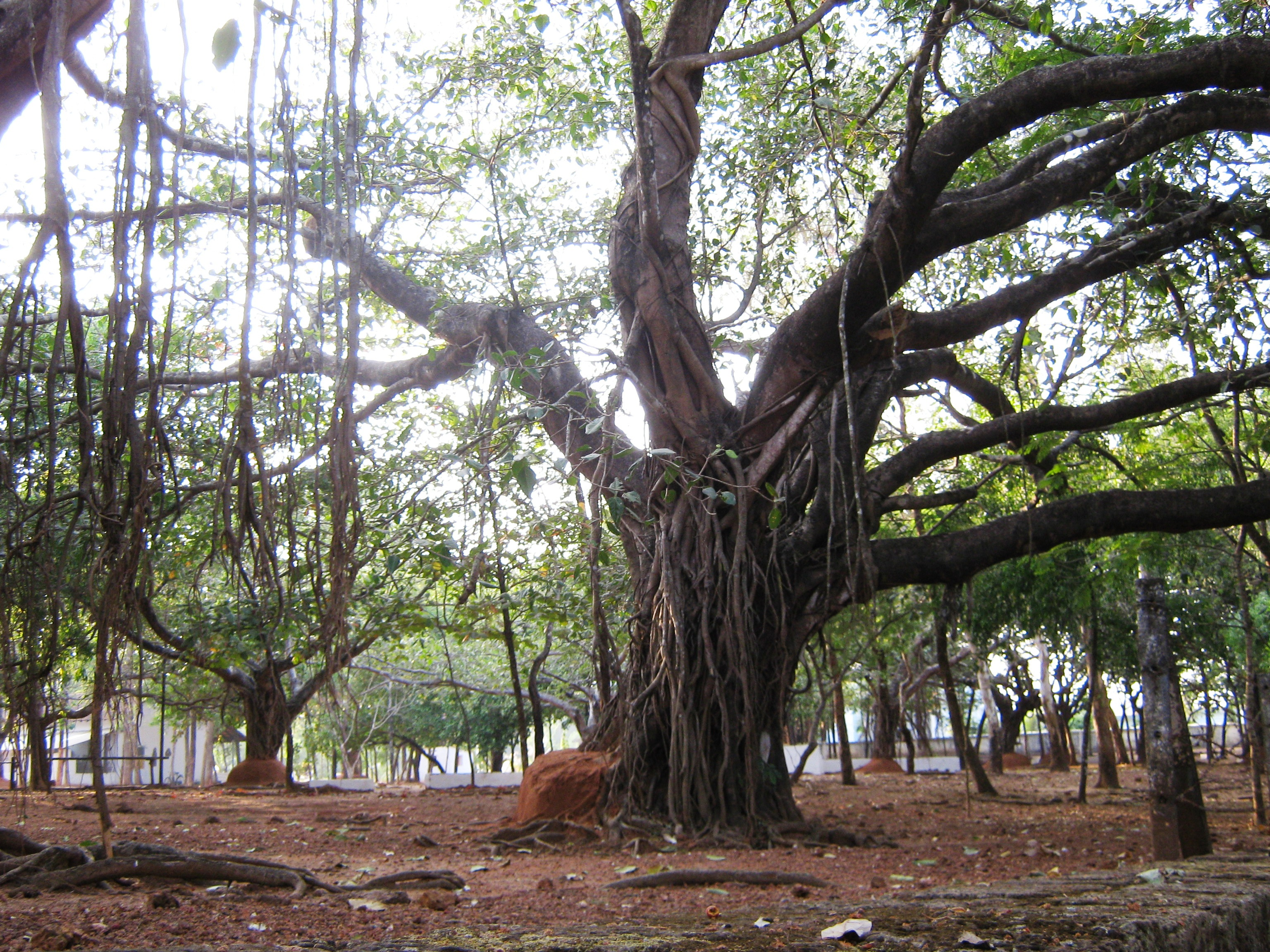
砦への入り口
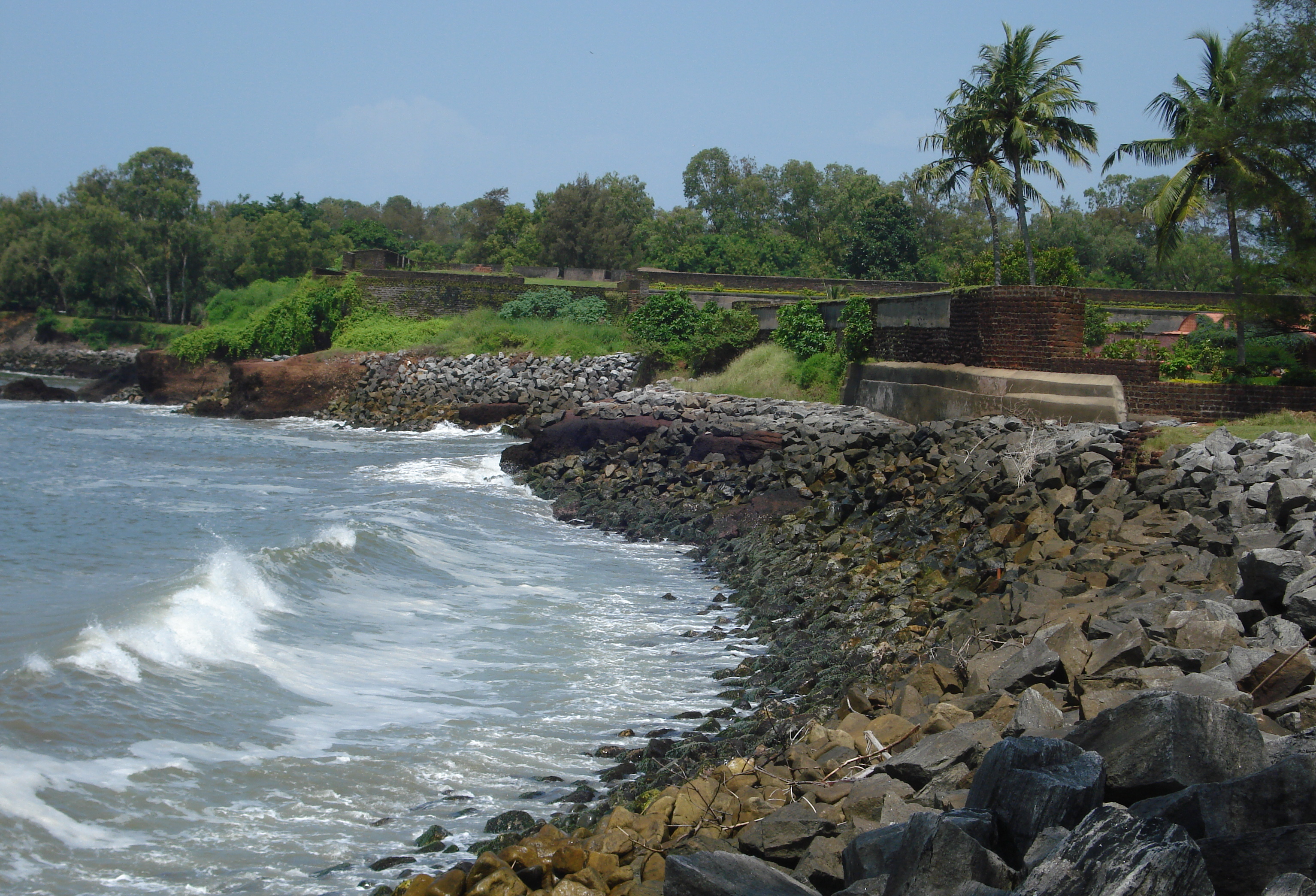
カンヌール砦とアラビア海。
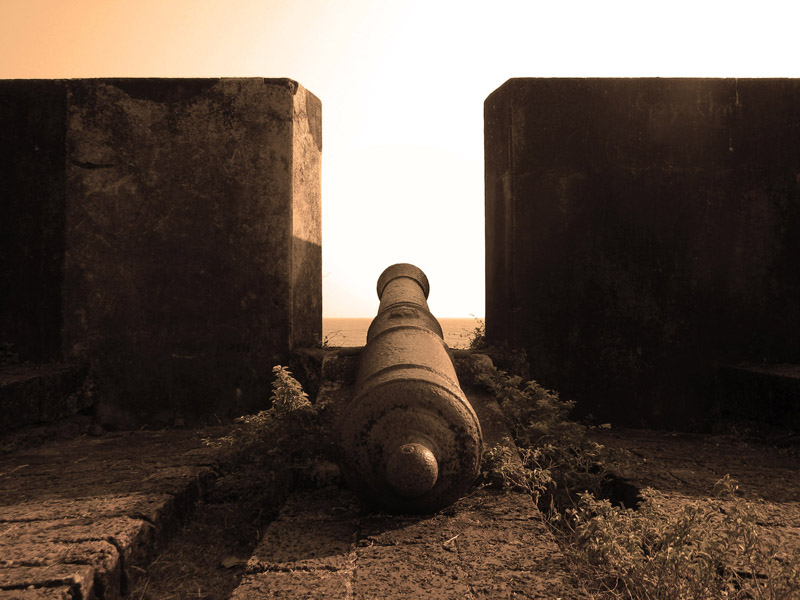
カンヌール砦の大砲。
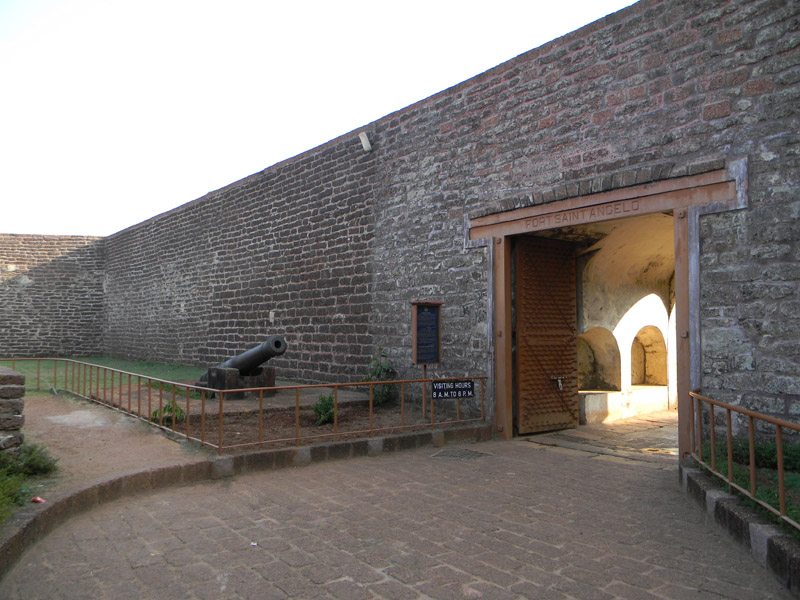
正面玄関。
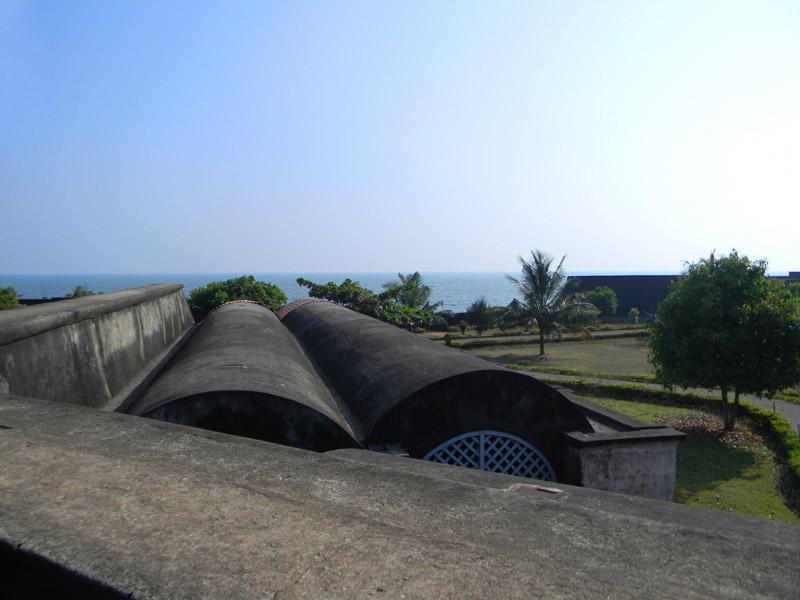
上からの眺め。
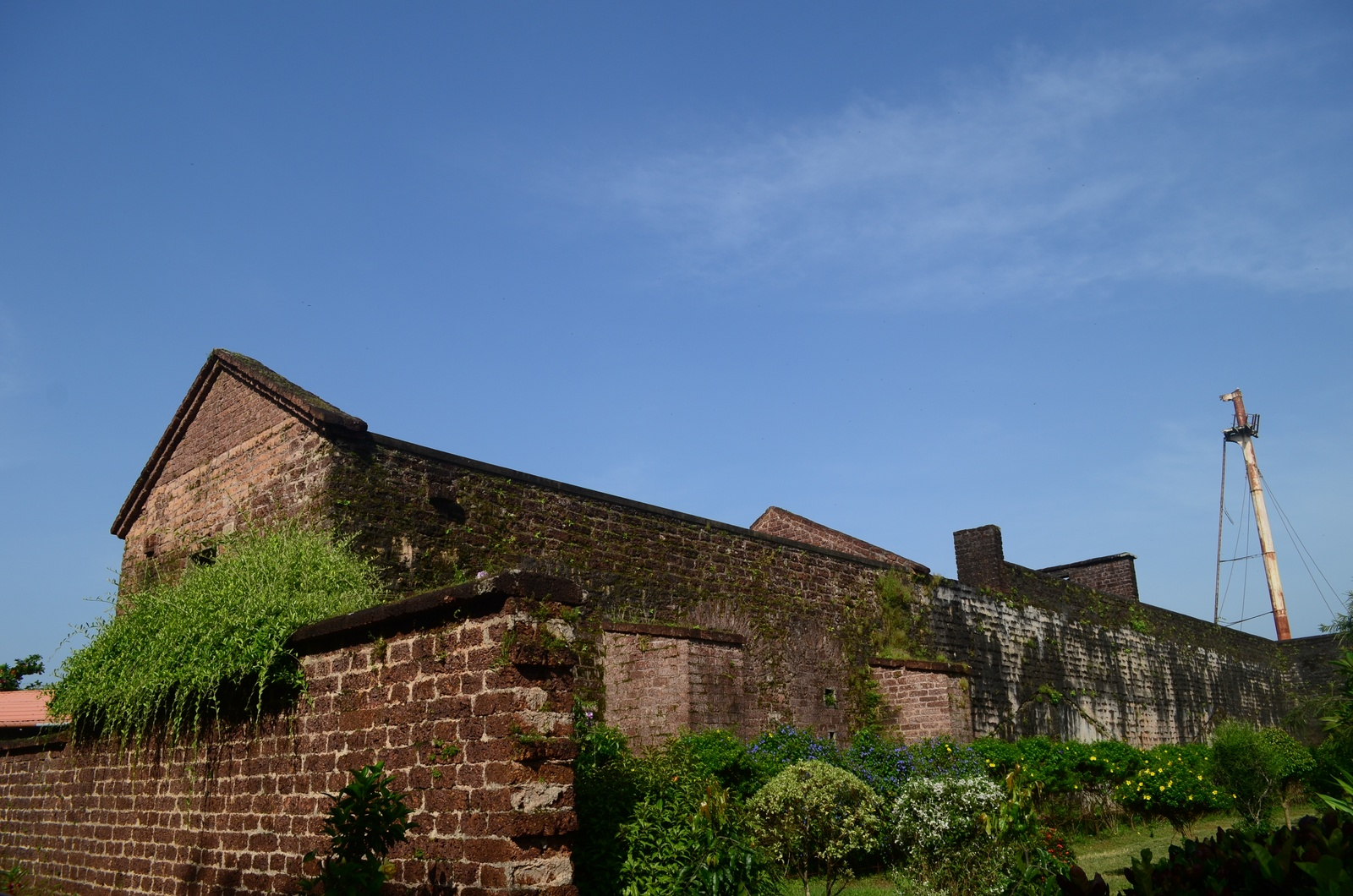
聖アンジェロ砦、カンヌール